# Отеро, Блас де
Блас де Отеро (исп. Blas de Otero; 15 марта 1916, Бильбао — 29 июня 1979, Мадрид) — испанский (баскский) поэт и сценарист. Один из ведущих представителей социальной и гражданской поэзии Испании.

## Биография
С 1930-х годов изучал право и занимался поэзией, но был вынужден покинуть Мадрид и вернуться в Бильбао. В 1935 году окончил юридический факультет университета Сарагосы.
С 1941 году работал в качестве юридического советника. Член Коммунистической партии Испании с 1952 года.
В 1956—1959 годах жил в Барселоне. В 1960 году посетил Советский Союз и Китай. В 1964 году переехал на Кубу, где был удостоен премии «Каса де лас Америкас», в 1967 году вернулся в Мадрид.
Умер в 1979 в Мадриде, где и похоронен.

## Творчество
В ранний период творчества находился под влиянием мистиков Хуана де ла Круса и Терезы де Хесус, что нашло отражение в первой же книге «Духовные гимны» («Cántico espiritual», 1942), в которой звучали религиозные и экзистенциалистские мотивы, ощущались элементы мистицизма.
Блас де Отеро, прошел мимо политических конфликтов и всю свою жизнь посвятил поискам Бога.
Сжëг рукописи своих первых довоенных книг. Название первой книги сонетов, принесшей ему известность, уже было противоречиво — «По-звериному человеческий ангел» (Ángel fieramente humano) (1950).
Сегодняшняя горькая, но отважная Испания — основная тема поэзии и сонетов Отеро. В стихах мысли о судьбах родины, об искусстве и национальной поэзии. Он автор сборников стихов «По-звериному человеческий ангел» (1950), ,"Двойное сознание", «Говорит совесть» («Redoble de conciencia» (1951), «Прошу мира и слова» («Pido la paz y la palabra», 1955), «По-испански» («En castellano», 1960), «Речь идет об Испании» («Que trata de España», 1963), «Выдуманные и невыдуманные рассказы» (1970), «Весь свет» и других. Поэт обращается к «бесчисленному большинству», выступает за общественно значимую поэзию, доступную народу. Поэзия его сурова, строга и вместе с тем действенна и оптимистична.
В последние годы, строгий критик «исторического настоящего» и лирик, обращенный в прошлое («Поэзия и история», «Страна», «Поэзия имен»). Составитель антологий.
Стихи его лаконичны, афористичны. Поэт вынужден был говорить иносказательно. В его творчестве ощущаются традиции народной поэзии и в то же время она глубоко современна. Отеро часто использовал свободный стих.
Большинство сборников поэта в годы реакции запрещались цензурой и издавались за пределами Испании. Стихи Бласа де Отеро — высокий образец гражданской, актуальной поэзии. Как отмечают критики, он самый социальный и самый «испанский» поэт своего поколения.
```
                                                «Тени шепнули ему» (Сонет)
```

К губам примкну и словно бы хватаю

я пустоту, вдыхаю и молю

я божью плоть, и жаждою томлю,

в объятьях голод Бога утоляю.

К тебе я жмусь, к подолу приникаю

как утопающий, стеная, к кораблю,

глотаю горсти моря, кровь твою,

и грудь – волна, и качку их ласкаю.

Сквозь раны глаз, истерзанных любовью

ты плачешь, истекая божьей кровью,

что смерть рождает для любви и боли.

Не слиться нам. Напрасная мечта!

Безумье ждать. Мне не узреть твой облик.

За тенью, Бог, лишь ила густота!

## Память
Имя поэта носит начальная школа «Блас де Отеро» в г. Алькорконе.